# أوتريش (الأردين)
أوتريش هي بلدية فرنسية تقع في إقليم الأردين في منطقة غراند إيست.   